# José Galat
José Galat Noumer (Sogamoso, Boyacá, 17 de noviembre de 1928-Bogotá, Colombia, 18 de marzo de 2019) fue un catedrático, académico colombiano, excandidato presidencial para las elecciones presidenciales de 1994 y precandidato presidencial para las elecciones 2010, este último por el Partido Conservador Colombiano. Fue el rector de la Universidad La Gran Colombia

## Biografía

### Formación y trayectoria
Estudió especialización en Derecho Jurídico y Ciencias Políticas en la Universidad Nacional de Colombia con estudios en Ciencia Política y Sociología en la Universidad de París (1953-1955) y estudios de filosofía en la Universidad de Barcelona (1955-1956). Hablaba cuatro idiomas: español (lengua materna), francés, inglés, e italiano y entre los personajes a los cuales admiraba estaban Carlos Lleras Restrepo, Misael Pastrana Borrero y Darío Echandía.
Se desempeñó como Director de la UNIAPAC de Colombia, filial de la Unión Internacional de Empresarios Cristianos con sede en Bélgica, desde donde promovió entre 1961 y 1963 las tres primeras empresas comunitarias en Colombia. Fue cofundador y primer director de la Escuela de Líderes Campesinos y Estudiantiles de la Central de Juventudes (1961-1965) y profesor de ella durante muchos años. Fue el vicepresidente del Concejo Nacional de Laicos durante varios años. Alrededor de ocho años fue consejero presidencial en los Períodos de Carlos Lleras Restrepo (1966-1970) y Misael Pastrana Borrero (1970-1974). Fue miembro de la Junta Directiva Nacional del Banco Popular (1966-1974), y de la Junta Directiva de Inravisión (1970-1974); Cónsul General Central de Colombia en París (1974-1976).
Como consejero presidencial impulsó el programa “Bachillerato Radiofónico”, del que se han beneficiado más de dos millones de jóvenes; la creación del Canal 11 actualmente conocido como Señal Colombia, el programa educativo de capacitación popular de adultos y la “Universidad al Aire”. Indujo la “Fundación Jurídica Popular” para facilitar abogados a personas de bajos recursos y también fue protagonista en la creación de las empresas comunitarias, eje de la reforma social agraria.
También trabajó como catedrático en diferentes universidades de Bogotá (1951-1953 y 1959-1966) y ejerció el cargo de rector de la Universidad La Gran Colombia, desde 1981 hasta el 18 de julio de 2017, cuando asumió como rector Santiago José Castro Agudelo (enlace roto disponible en Internet Archive; véase el historial, la primera versión y la última).. Desde allí, desarrolló diferentes proyectos entre los que se encuentran la continuación, promoción, creación, capacitación y asesoría del programa de empresas comunitarias de las cuales existen hoy cerca de 5.000 en toda Colombia, en las cuales trabajan alrededor de 250.000 personas. Propició la constitución de fondos rotatorios para la financiación de empresas comunitarias, en 163 municipios colombianos. Dichos fondos, son una especie de bancos comunitarios del pueblo, creados por los cabildos para prestar dinero a empresas asociativas. Realizó la creación del canal de televisión Teleamiga en Bogotá, (2001) y a nivel internacional con cubrimiento en toda América Latina, Estados Unidos, Europa y Norte de África. También gestionó la creación de incubadoras de empresas de base tecnológica, entre ellas Incubar Colombia (2000) e Incubar Quindío (2002), así como la creación del programa de Bachillerato a distancia y virtual (2004).
Como escritor publicó 22 libros sobre diversos temas, entre los cuales se destacan las siguientes obras: 1) Un país prestado, 2) La Colombia que queremos, comunitaria y compartida, 3) Estrategias para la paz, 4) La nueva constitución: ¿mejor o peor que la de 1886? (en colaboración), 5) La nueva constitución: ¿revolcón o cambio? (en colaboración), 6) Postmodernidad y modernidad frente a la premodernidad, 7) Para una definición del conservatismo, 8) Una propuesta para un nuevo país y 9) Teólogos de la apostasía.
El 24 de octubre de 2012 un grupo de estudiantes de la Universidad la Gran Colombia solicitaron su renuncia por presunta corrupción.

### Empresas comunitarias
Las empresas comunitarias se forman a partir de tres personas en adelante, en ellas todos aportan, todos trabajan personalmente, todos participan en su administración y todos ganan según sus rendimientos. La fraternidad ha de ser el eje y el corazón de este tipo de empresas.
Esta propuesta es un sueño con base en realidades,  porque tiene como respaldo empresas comunitarias, que José Galat hizo en distintas etapas de su vida, así:
1. Las tres primeras de estas empresas en Bogotá, Medellín y Cali entre los años 1962- 1963, como Director Ejecutivo de la UNIAPAC de Colombia, entidad de empresarios Católicos en sus labores de ayuda a los más necesitados.
2. Como consejero Presidencial de Carlos Lleras Restrepo (1966-1970) y de Misael Pastrana Borrero (1970-1974), cuando a través del Incora se crearon alrededor de 1300 de estas empresas, como eje de reforma social agraria.
3. Como Rector de la Universidad La Gran Colombia desde 1981 con la creación, capacitación y asesoría de cerca de 4700 empresas en todo el país, donde trabajan alrededor de 215000 colombianos.

Existió entre sus propuestas como precandidato presidencial del Partido Conservador Colombiano, un plan decenal de 200 mil empresas comunitarias, para brindar oportunidades de trabajo digno, en empresa propia, a los millones de desempleados y subempleados que existen hoy en Colombia y a los que vendrán en el futuro.

## Controversia con el papa Francisco
Cuestionó la legitimidad del papa Francisco en repetidas ocasiones, lo cual soportaba en diversas manifestaciones conocidas en el mundo como el caso del Cardena Godfried Danneels que en 2015 reconoció en la presentación de su biografía autorizada, y tal como se explica en el libro, la existencia de un grupo de cardenales centroeuropeos que desde 1996 se confabularon para controlar la sucesión de Juan Pablo II e impedir que accediera a la silla de Pedro el cardenal Joseph Ratzinger.. "No pudieron entonces. Pero el calvario pasado por Su Santidad el Papa Benedicto XVI desde su elección hasta su forzada renuncia, explica como finalmente consiguieron su objetivo". El 26 de julio de 2017 monseñor Pedro Mercado declaró que José Galat quedó excomulgado por cismático. La Conferencia Episcopal de Colombia consideró que Teleamiga no podría ser considerado un canal católico y pidió a sacerdotes, religiosos y laicos a retirar el apoyo a ese canal.

## Homenajes
Debido a su fallecimiento ha tenido múltiples homenajes en Colombia y en el mundo.